# 移动网络运营商
移动网络运营商（英語：Mobile network operator）是無線通訊服务的提供商，拥有或控制向最终用户出售和交付服务所需的所有要素，这包括无线电频谱分配、无线网络基础设施、回傳基础设施、计费、客户服务、服务开通计算机系统以及营销和维修单位。     
移动网络运营商除了以自己的品牌提供零售服务以获得收入外，也可按批发价格向移动网络虚拟运营商（MVNO）出售网络服务的接入权限。 
移动网络运营商的一个关键特征是，其必须拥有或控制监管机构或政府机构许可的无线电频谱。移动网络运营商的另一个关键特征是，它必须拥有或控制通过许可的频段向其用户提供服务所必需的网络基础设施。
移动网络运营商通常还有必要的供给、计费和客户服务计算机系统，以及销售、交付和计费服务所需的营销、客户服务和工程单位。不过，移动网络运营商也可以将上述的系统或功能进行外包以提供服务。 